# Arescus zonatus
Arescus zonatus es un coleóptero de la familia Chrysomelidae.
Fue descrita científicamente por primera vez en 1913 por Weise.